# Fratelli del terz'ordine regolare di San Francesco d'Assisi di Mountbellew
I Fratelli del Terz'Ordine Regolare di San Francesco d'Assisi di Mountbellew (in latino Congregatio Fratrum Tertiariorium Franciscalium a Mountbellew, in inglese Franciscan Brothers of the Third Order Regular of Mountbellew) sono un istituto religioso maschile di diritto pontificio. I membri di questa congregazione laicale pospongono al loro nome la sigla O.S.F.

## Storia
Le origini della congregazione risalgono al 1818 quando Oliver O'Kelly, arcivescovo di Tuam, e sir Christopher Bellew, signore del luogo, concessero a dei terziari regolari francescani (attivi in Irlanda dal 1440) il terreno per erigere una scuola per l'insegnamento del catechismo e della lingua irlandese ai ragazzi della parrocchia di Mountbellew (contea di Galway): la piccola fraternità rimase soggetta all'Ordine dei Frati Minori fino al 1830, quando passò sotto la giurisdizione dell'arcivescovo di Tuam, che ne favorì un rapido sviluppo in varie zone rurali dell'Irlanda.
L'istituto ricevette il pontificio decreto di lode il 12 maggio 1930 e le sue costituzioni vennero definitivamente approvate dalla Santa Sede il 21 giugno 1938. Da un gruppo di Fratelli francescani di Mountbellew stabilitosi negli Stati Uniti d'America nel 1858, ebbe origine la congregazione di Brooklyn.

## Attività e diffusione
I Fratelli seguono la regola del Terzo Ordine Regolare di San Francesco e si dedicano soprattutto all'istruzione tecnica e professionale della gioventù: celebre è il loro Agricultural College di Mountbellew, fondato nel 1904.
Oltre che in Irlanda, sono presenti negli Stati Uniti d'America e in Kenya: le loro case in Nigeria e in Camerun, fondate nel 1934, sono state soppresse negli anni ottanta. La sede generalizia è a Mountbellew.
Al 31 dicembre 2005 la congregazione contava 12 case e 56 religiosi, tutti laici.